# Кровавая Мэри (Южный Парк)
«Кровавая Мэри» (англ. Bloody Mary) — четырнадцатый эпизод 9-го сезона мультсериала «Южный парк», премьера которого состоялась 7 декабря 2005 года. Серия посвящена группе взаимопомощи «Анонимные алкоголики», но при этом часто воспринимается как крайне оскорбительная для христиан, и, вероятно, поэтому не была показана в России.

## Сюжет
Отец Стэна отвозит друзей на занятие по карате, где занимаются Кайл, Картман, Стэн и Айк. Рэнди тем временем напивается, но всё же решает отвезти друзей домой. По пути ему захотелось в туалет, и, вместо того, чтобы остановиться, он писает в бутылку из-под пива (временно передав руль Стэну). В результате машина виляет во все стороны и привлекает внимание полиции. Рэнди арестовывают за вождение в нетрезвом виде.
Теперь папа Стэна обязан посещать встречи Анонимных алкоголиков, на которых ему внушают, что он не в состоянии справиться со своим пьянством и что алкоголизм — это «болезнь». Стэн говорит, что надо просто научиться контролировать себя, но Рэнди ему не верит, садится в инвалидное кресло и начинает пить всё больше и больше, оправдываясь тем, что не может остановиться. Тем временем в местном храме у статуи Богородицы начинает идти кровь из ануса, и люди съезжаются к ней в надежде исцелиться от болезней. Рэнди решает, что это его шанс покончить с алкоголизмом.
Стэн с отцом приезжают к храму и проходят без очереди к статуе (Рэнди заявляет, что его болезнь тяжелее, чем у всех остальных, и его пропускают). Из задницы статуи на него брызжет кровь, и Рэнди говорит, что теперь он исцелён и больше не будет пить. 5 дней он воздерживается от употребления алкоголя.
Но новый римский папа Бенедикт XVI приезжает осмотреть статую и выясняет, что кровь идёт вовсе не из ануса, а из вагины. Поскольку, по его словам, «у тёлок сплошь и рядом идёт кровь из вагины», никакого чуда нет. Рэнди, потеряв веру в исцеление, снова объявляет себя бессильным, но Стэн напоминает, что Рэнди не пил уже 5 дней — если статуя не помогла, значит, Рэнди добился этого самостоятельно. Тогда Рэнди решает больше не пить, но на это Стэн возражает, что, если Рэнди вовсе откажется от выпивки, то она по-прежнему будет контролировать его жизнь, и что надо учиться «выпивать в меру». Отец и сын идут домой, и Рэнди пытается уточнить у Стэна, сколько именно будет «в меру».

## Факты
- Майкл О’Коннор, один из участников работы над сериалом, назвал «Кровавую Мэри» своим любимым эпизодом — во многом благодаря раскрытию темы алкоголизма[1].
- В ответ на вопрос, знает ли он что-нибудь о программе 12 шагов, Стэн ответил «Да, я знаю кое-что о сектах. Я недавно возглавлял одну». Это намёк на серию «Застрявший в чулане», которая вызвала недовольство саентологов.
- В начале эпизода нашивка на кимоно тренера, возможно, является отсылкой к похожей нашивке в кэнпо-карате.
- Преступники, сидящие в полицейском участке в начале серии, также появляются в серии «Маленькие борцы с преступностью», и преступник, сидящий слева от друзей, погиб в упомянутом эпизоде.
- В сцене, где Рэнди залезает в машину, чтобы поехать к статуе Девы Марии, позади автомобиля виден инопланетянин.
- У Айка жёлтый пояс по карате.